# کاوینگتن (تنسی)
کاوینگتن(به انگلیسی: Covington) شهری در ایالت تنسی کشور ایالات متحده آمریکا است که جمعیت آن در سرشماری سال ۲۰۱۰ میلادی، ۹٬۰۳۸ نفر بوده‌است.